# آهوترو
آهوتُرو 
(به تاهیتیایی: Ahutoru) (زاده تاهیتی، حدوداً ۱۷۴۰ – در گذشته تولانارو، ۶ نوامبر ۱۷۷۱) مردی تاهیتیایی، برادر و پسر خوانده ارتی، رئیس دهکده ای بود که لویی آنتوان دو بوگنویل در سفر خود به تاهیتی در نزدیکی آن لنگر انداخت. او در طی این دیدار به مهم‌ترین واسطه بین تاهیتیایی‌ها و فرانسویان تبدیل شد و داوطلب شد تا بوگنویل را در سفرش به فرانسه همراهی کند. آهوترو یک سال در پاریس اقامت داشت و پس از آن سفری برای برگشت به تاهیتی را انجام داد ولی در طی این سفر بر اثر ابتلا به آبله در ماداگاسکار در گذشت.

## زندگی‌نامه
آهوترو در حدود سال ۱۷۴۰ در جزیره رایاتئا از مجمع الجزایر انجمن به دنیا آمد. او پسر برده‌ای بود که از اوپوآ به اسارت گرفته شده و پادشاه رایاتئا بود .,وقتی که بوگنویل به تاهیتی رسید او حدوداً ۳۰ ساله بود.